# Ramon Ramos Lima
Ramon Ramos Lima, más conocido como Ramon, (São João de Meriti, Río de Janeiro, Brasil, 13 de marzo de 2001) es un futbolista brasileño que juega de lateral izquierdo en el R. C. D. Espanyol de la Segunda División de España, cedido por el Olympiakos FC.

## Carrera deportiva
Nacido en São João de Meriti, Río de Janeiro, Ramon es un jugador formado en las categorías inferiores del Nova Iguaçu en el que ingresó con 9 años. 
En marzo de 2017, firmó por el Clube de Regatas do Flamengo y fue asignado a su equipo sub-17. El 17 de enero de 2018, Ramon hizo su debut en la Serie A con el primer equipo, en una victoria a domicilio por 2-0 sobre el Volta Redonda.
En 2020, formaría parte definitivamente del primer equipo del Clube de Regatas do Flamengo y el 6 de octubre de 2020, renovó su contrato hasta 2025. Se convirtió en profesional en 2020 y ha disputado un total de 30 partidos con el equipo principal del equipo rojinegro.
El 8 de abril de 2022, Ramon fue cedido al Red Bull Bragantino de la Serie A, hasta el 31 de diciembre del mismo año. El que disputó un total de 19 partidos en todas las competiciones, 9 de ellas como titular.
El 19 de enero de 2023, se anunció el traspaso al Olympiakos FC de la Superliga de Grecia, a cambio de 1,5 millones de euros y el Clube de Regatas do Flamengose quedó con el 30% de una futura transferencia. Se incorporó al Olympiacos en enero de este año y ha disputado diez partidos esta mitad de temporada, con una asistencia. Esta temporada (2023/24), el joven brasileño jugó un amistoso completo y otro al descanso en su debut en la Premier League griega.
El 26 de agosto de 2023, firma por el R. C. D. Espanyol de la Segunda División de España, cedido por el Olympiakos FC. Ramón debutó con el Espanyol el 8 de septiembre de 2023, en la victoria del equipo azulgrana por 4-1 sobre el Levante. Con el Espanyol disputó 15 partidos y repartió dos asistencias.
El 5 de febrero de 2024, Cuiabá anunció oficialmente el fichaje de Ramón, quien firmó cedido hasta finales de 2024. Cuiabá anunció que el lateral izquierdo Ramón no se quedará en el equipo para 2025. El jugador estaba cedido por el Olympiacos y su contrato no fue renovado. Jugó para el Dourado al inicio de la temporada y disputó 46 partidos, anotando dos goles y dando cuatro asistencias. Ganó el campeonato estatal de Mato Grosso con la camiseta verde y dorada.
Ramón fichó por el Internacional procedente del Olympiacos de Grecia en enero de 2025, con contrato hasta 2027. Sin embargo, el atleta no logró destacar como suplente de Alexandro Bernabei en el equipo de Colorado. Jugó 12 partidos durante su etapa en Porto Alegre, sin anotar ningún gol.
El 8 de agosto de 2025, el Vitória anunció el fichaje de Ramón, procedente del Internacional. Llega a Toca do Leão cedido hasta final de temporada.

## Clubes
| Club                         | País   | Año             |
| ---------------------------- | ------ | --------------- |
| Clube de Regatas do Flamengo | Brasil | 2018-2021       |
| Red Bull Bragantino (cedido) | Brasil | 2022            |
| Olympiakos FC                | Grecia | 2022-actualidad |
| R. C. D. Espanyol (cedido)   | España | 2022-           |